# Juan Diego (Oaxaca)
Juan Diego es una comunidad en el municipio de Santa María Colotepec en el estado de Oaxaca. Juan Diego está a 84 metros de altitud. 

## Geografía
Está ubicada a 15° 29' 26.88" latitud norte y 96° 32' 37.32" longitud oeste.

## Población
Según el censo de población de INEGI del 2010: la comunidad cuenta con una población total de 537 habitantes, de los cuales 274 son mujeres y 263 son hombres. Del total de la población 112 personas hablan alguna lengua indígena.

## Ocupación
El total de la población económicamente activa es de 176 habitantes, de los cuales 143 son hombres y 33 son mujeres.